# コンスタンス・ケント

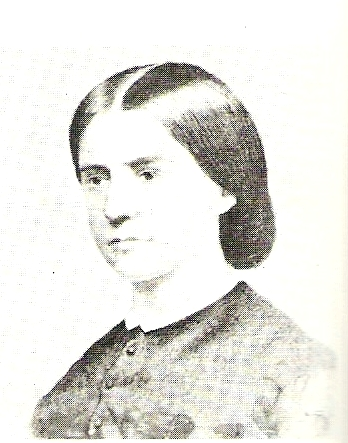
コンスタンス・ケントの、同時代の肖像

コンスタンス・エミリー・ケント（英: Constance Emily Kent, 1844年2月6日 - 1944年4月10日）は、自身が16歳だった当時に起きた有名な幼児殺害事件の犯人であることを後年になって告白した、イングランドの女性である。
この1865年の「コンスタンス・ケント事件」は、聖職者が告解で知り得た内容を守秘できる法的な権利（priest-penitent privilege in England）のあり方について、議論を呼ぶことになった。
なお、コンスタンスは晩年に名前をルース・エミリー・ケー（Ruth Emilie Kaye）に変更している。

## 犯罪
1860年6月29日の夜から30日の朝にかけて、フランシス・サヴィル・ケント（Francis "Saville" Kent）（当時まもなく4歳）が、ウィルトシャー（Wiltshire）のロード（Rode、当時の綴りはRoad）村の自宅ロード・ヒル・ハウス（Road Hill House）から姿を消し、その後、敷地内の屋外便所で遺体となって見つかった。この男児はまだ寝間着姿で毛布にくるまれており、胸と両手にはナイフの刺し傷が複数あった。かつ、喉が非常に深く切り裂かれており、頭部は胴体から切断されかけた状態であった。

最初はフランシス・サヴィルの子守であった女性エリザベスが拘束されたが、彼女はまもなく放免され、スコットランド・ヤードの警部ジャック・ウィチャーの疑いは、被害者の異母姉コンスタンス（当時16歳）に移った。
コンスタンスは7月16日に逮捕されたが、公判は開かれずに釈放された。これは労働者階級の刑事が上流階級の子女（父親は内務省の工場監察官であった）を追及することに対して、世論が反発したためであった。

捜査が頓挫したのち、ケント一家はウェールズ北部のレクサムに移り、コンスタンスはフランスのディナンにある教養学校に送られた。

## 収監
それから5年後、1865年にコンスタンス・ケントは殺人罪で訴追された。
彼女は、アングロ＝カトリックの聖職者アーサー・ワグナー師（Rev. Arthur Wagner）に犯行を告白し、自分は法に照らして処断してもらうつもりであるという決意を述べたのである。
ワグナー師はコンスタンスの決意を汲み、治安判事の前で彼女が犯行を告白したことを証言したが、それに先だって、告解における聖職者の守秘義務のもとに聴いた内容である(the seal of "sacramental confession")という理由により、これ以上の情報については差し控えると宣言した。コンスタンス自身が訴追について争う姿勢を見せておらず、ワグナー師はこのことについて、治安判事によってわずかに圧力を加えられただけであった。
告白によれば、コンスタンスは事件当夜、家族と召使らが眠るまで自室で待ってから客間に降りて鎧戸と窓を開け、その後二階の子供用寝室にあがり、毛布でフランシス・サヴィルをくるんで家を出た。毛布は小児用寝台のシーツと上掛けの間から抜き取ったものだった（その際、どちらも乱れがないよう、あるいは元通りに見えるよう整えた）。その後、彼女は父から事前に盗んでおいた剃刀で、弟を屋外便所の中で殺害したのだった。 殺害までの一連の動作は、男児を抱えたまま行ったという。また、殺害行為中には明かりが必要であるために、彼女はあらかじめマッチを便所に隠しておく必要があった。殺害は突発的な行為ではなく、復讐のひとつだったようである。かつ、コンスタンスがそのとき精神的に不安定な状態であったらしいことも、その告白の中で示されていた。
当時、コンスタンス・ケントの告白は嘘であるという推測が多かった。
彼女の父サミュエル・サヴィル・ケント（Samuel Savill （あるいは Saville） Kent）は、不実な夫であったことが知られており、「彼が男児の子守と情事をおこなっていたところ、中絶性交（coitus interruptus）に終わったため、腹立ち紛れに自分の子を殺害したのだ」という説を多くの人が支持した。
サミュエル・ケントはかつて、1人目の妻メアリー・アン・ケント（Mary Ann Kent、旧姓ウィンダス：Windus）（コンスタンスの母）が瀕死の床についている最中に、一家のナニーであったメアリー・ドルー・プラット（Mary Drewe Pratt）（被害者となったフランシス・サヴィルの母）と恋愛関係になり、のち結婚に至ったという過去があったため、彼にはありそうなことだと考えられたのである。 
サミュエル・ケントを最初から疑っていた人々は多く、その中には、小説家チャールズ・ディケンズも含まれていた。
しかしながら、2008年に本事件を扱ったノンフィクション『最初の刑事　ウィッチャー警部とロード・ヒル・ハウス殺人事件』（『The Suspicions of Mr Whicher or The Murder at Road Hill House』）を発表したイギリス人作家ケイト・サマースケイルは、同書の中で次のような結論に至っている。もしコンスタンス・ケントの告白が本当に嘘で、別人をかばう行為であったならば、それは父サミュエルのためではなく、2歳年下の弟ウィリアム・サヴィル＝ケントのためであったというのである。コンスタンスはウィリアムと非常に親密な姉弟関係にあった。その関係は、父サミュエルが二番目の妻と再婚後、最初の妻との間にもうけた子供である彼らに対して関心をもたなくなり、二番目の妻メアリー・ドルー・プラットとの間にもうけた子供たちばかりをかわいがったために、いっそう深まっていた。 ウィリアムは最初の捜査中に嫌疑をかけられていたが、訴えられることはなかった。 サマースケイルは同書の中で、たとえウィリアムがフランシス・サヴィルを殺害した単独の犯人でなかったとしても、少なくともコンスタンスの共犯者ではあったと述べている。
コンスタンス・ケントは、父の死後も弟の死後も、告白を決して撤回しなかった。彼女はまた、殺害の動機についても沈黙を守った。
コンスタンスはすべての陳述において、殺害された異母弟にたいして自分は憎悪も嫉妬も抱いていないと強調している。しかしながら、サマースケイルは調査の結果として、フランシス・サヴィルの殺害は、コンスタンスあるいはウィリアムの単独犯行であれ、両者が共同で行った犯行であれ、父サミュエル・ケントが親としての愛情を、再婚で生まれた子供たちに向けたことに対する復讐の行為であったと結論づけている（殺害されたフランシス・サヴィルは、サミュエルの特にお気に入りの子供であったといわれている）。

## 報道の興奮
巡回裁判で、コンスタンス・ケントは罪を認め、彼女の有罪の申し立てが認められたため、ワグナーが再度召喚されることはなかった。しかし、彼が治安判事の前でとった姿勢は、報道機関の間で大いに議論を巻き起こした。宗教上の守秘義務があるという理由に基づいて彼が国に対して証言を差し控えるいかなる権利をも有しうるということは、自分たちにも知らされるべきであったという世論の憤りが、少なからず表れた形であった。この憤りは、告解の内容がイングランド国教会には知られていたという憶測に対して主に向けられていたようである。

## 議会の論評
このことについては英国議会の両院においても話題となった。 貴族院において、大法官ウェストベリー卿はウェストミース侯爵にこたえて次のように述べた：
..訴訟あるいは刑事上の手続きにおいて、イングランド国教会の聖職者は、正義を追求する目的で自分に対してなされた質問に返答する際、告解において自分が知ったことを暴露することになるという理由で、返答を辞退する特権を有していないことは疑う余地はありません。聖職者はそのような質問に答えなければなりませんし、イングランドの法は、返答を拒む特権を、信者に対応するローマ・カトリックの聖職者に拡張することもいたしません。
彼は、法廷侮辱罪での収監命令が実際にワグナーに対して発せられたようであるとも述べている。 ただしそれが事実であったとしても、執行はされなかった。
同時に、元大法官チェルムスフォード卿は、ワグナーが告白において知った事実を秘する特権を全く有していないという点で、法は明白であると述べた。 ウェストミース卿は、最近、事件が2件あったが、うち1件ではスコットランドの聖職者が証言することを拒んで投獄されたと言っている。この件に関してはウェストミース卿によれば、内務大臣ジョージ・グレイに聖職者の釈放が請願されたのに対して、内務大臣は、もしカトリックの聖職者側が自分たちの誤りについて自認せず、また自分の側でも同様の事件において今後同一の方針を下すことはないという確信がないままここで判決を差し戻すならば、彼（内務大臣）は、全ての宗派の聖職者が持つ特権の奪取を許可することになるであろうし、このことについていかなる宗派の聖職者も要求を出すことはできないだろう、と述べたという。 なお、これは1860年のR v Hay事件のことである。
貴族院におけるウェストベリー卿の発言は、エクセター大主教ヘンリー・フィルポッツからの抗議を招いた。フィルポッツは彼あてに、ワグナー師が主張している特権を強く支持する旨の手紙を書いた。 大主教は、この件に関してのカノン法は、これまで世俗的法廷からいかなる否定も反対もなく認められてきており、 聖公会祈祷書の病者への見舞いの儀式でも確認され、したがって礼拝様式統一法（Act of Uniformity）によって是認されてきたと主張した。フィルポッツは聖職者の告解守秘の特権の問題に関するパンフレットを著したエドワード・ロース・バデリーに支持されている。
フィルポッツからの手紙に対してウェストベリー卿が返事を送り、それに対してフィルポッツが答えている内容を見るところ、ウェストベリー卿は、「カノン法1603年版の113条は、『聖職者は、単なる衝動にまかせて（ex mero motu）、自ら進んで、かつ法的義務のない状況で、告解で自分に伝えられたことを明らかにしてはならない』ということを単に意味しているにすぎない」という意見を表明している。ウェストベリー卿はまた、当時の公衆は（聖職者に）証言の開示を強制する法律が改変されることに耐える気分にはない、という意見を表わしたようである。

## 判決
コンスタンス・ケントは死刑判決を受けたが、事件当時未成年であったことと、自ら罪を告白したということが考慮され、終身刑に減刑された。 彼女は20年間ミルバンク刑務所を含む多くの刑務所で服役したのち、1885年、41歳で釈放された。 在監中、彼女はセント・ポール大聖堂中の地下聖堂のための作品を含めて、多くの教会のためにモザイクを制作した。
ノエライン・カイル（Noeline Kyle）は著書『A Greater Guilt』中で、コンスタンス・ケントが在監中にたずさわった作品を論じ、モザイクの奇蹟と評している。

## 後半生
コンスタンスは1886年前半にオーストラリアに移住し、当時タスマニアで政府の水産検査官の職に就いていた弟ウィリアムと再会した。
彼女は名前をルース・エミリー・ケーに変え、メルボルンのプラーランにあるアルフレッド病院で看護師として訓練を受けた。、その後シドニーのリトル・ベイのコースト病院内にあった女性ハンセン病患者病院の看護師長に任命されている。また、1898年から1909年まではパラマッタ女子工業学校で寮長として働き、1年間は、ニュー・サウス・ウェールズ州のミッタゴンという田舎町に住んでいた。その後、イースト・メートランドでピアス・メモリアル・ナースズ・ホーム（Pierce Memorial Nurses' Home）の寮母となり、1911年から1932年に引退するまでそこに勤めた。
1944年4月10日、コンスタンスはシドニー郊外のストラスフィールドにある私立病院で死去した。享年100歳。『ザ・シドニー・モーニング・ヘラルド』（1944年4月11日付）は、彼女は近くのルックウッド・セメタリーに埋葬されると報じた。

## トリヴィア
- 1862年： 事件の諸要素はメアリー・エリザベス・ブラッドン（Mary Elizabeth Braddon）の『Lady Audley's Secret』（1862年）で用いられた。[13]
- 1868年：事件の諸要素はウィルキー・コリンズの『月長石』（1868年）で用いられた。[5]
- 1870年：チャールズ・ディケンズは『エドウィン・ドルードの謎』のヘレナ・ランドレスの駆け落ちについてケントの前半生を基礎とした。[5]
- 1945年：映画『Dead of Night』では５つのエピソードが描かれるが、うち1つの話は「Christmas Party」で、サリー・アン・ハウズ（Sally Ann Howes）が出演している。この話は、コンスタンス・ケント事件におおまかに基づいており、脚本家アンガス・マクフェイル（英語版）によるオリジナル脚本である。ハウズが古い家でかくれんぼをしている時に、子供がすすり泣いているのを耳にし、寝室に入ってみると、そこに姉のコンスタンスに意地悪をされているフランシス・ケントという男児がいる。ハウズはフランシスをなぐさめ、彼が眠るまで待ってから部屋を離れる。その後、他の人々から、彼女はフランシスは8年以上前にコンスタンスによって殺されていたことを聞かされる。